# David Strajmayster
 (juin 2017).
- Si vous ne connaissez pas le sujet, laissez ce bandeau (vous pouvez alors contacter les auteurs).
- Si vous supprimez le contenu mis en cause (vous pouvez préalablement contacter les auteurs),

argumentez précisément cette suppression dans la page de discussion
(un manque de référence n'est pas un argument ; une recherche réelle de référence doit avoir été effectuée, être formellement documentée).
 (juin 2017).
Si vous disposez d'ouvrages ou d'articles de référence ou si vous connaissez des sites web de qualité traitant du thème abordé ici, merci de compléter l'article en donnant les références utiles à sa vérifiabilité et en les liant à la section « Notes et références ».
David Strajmayster, également connu sous le pseudonyme Doudi, est un acteur belgo-israélien, né le 1er décembre 1972 à Jérusalem.

## Biographie
En 1974, sa famille quitte Israel et s'installe à Bruxelles, en Belgique. Ses parents y ouvrent un magasin de photo. David Strajmayster a deux sœurs, Orit et Dafna.
Après avoir obtenu son diplôme de marketing[Lequel ?][Quand ?][Où ?][réf. nécessaire], il enchaîne divers petits emplois tels que livreur de couscous, vendeur de chaussettes ou employé de base dans la restauration rapide.
Puis, un peu par hasard, il postule au Club Med en tant que DJ. Repéré, il devient GO, puis responsable de l'animation, et enfin formateur d'animateurs. Il apprend qu'on peut être payé en faisant rire les gens et décide d'en faire son métier. C'est là-bas d'ailleurs qu'il rencontre Guillaume Carcaud (alias Pepess). Son emploi chez Club Med durera six ans.
Décidé à tenter sa chance[Selon qui ?], David Strajmayster s'installe à Paris et passe plusieurs castings sans succès. Au bout de deux ans, il s'inscrit au cours de l'école des acteurs « Côté Cour » et y apprend entre autres choses à jouer des personnages non comiques.
Grâce à cette école, il crée des modules pour M6 où il joue les super-héros, mais il apprend surtout à monter des vidéos. C'est ainsi qu'il bricole en 2003 une cassette de la future Samantha oups !. Il la montre alors au producteur Xavier Pujade-Lauraine, rencontré lors d'un casting. Ce dernier part avec la bande au marché mondial des programmes à Cannes. France 2 la visionne et choisit de la diffuser.
En 2006, il apparaît en tant que candidat dans l'émission Fort Boyard.
En 2008, il tourne dans une publicité télévisée pour TV Numeric, un bouquet de chaînes payantes pour la TNT.
Le 29 avril 2009 sort au cinéma Le Missionnaire où il interprète le rôle d'un curé auprès de Jean-Marie Bigard.
En janvier 2011, il joue le rôle d'un policier municipal nommé Mario Gratsky dans la série Doc Martin.
En décembre 2019, il revient sur le petit écran en incarnant le personnage de Vincent dans la saison 3 de la série télévisée Platane réalisée par Éric Judor.

## Filmographie

### Cinéma
- 2006 : La Maison du bonheur de Dany Boon : le directeur de McDonald
- 2009 : Le Missionnaire de Roger Delattre : Patrick
- 2011 : La Chance de ma vie de Nicolas Cuche : le marié

### Télévision
- 2004 - 2007 : Samantha oups ! (série télévisée) : Samantha Lo
- 2011 - 2015 : Doc Martin (série télévisée) : Mario Gratsky
- 2017 : Le Bureau des Légendes (série télévisée) : un agent du Mossad
- 2019 : Platane (série télévisée) : Vincent
- 2023 : Astrid et Raphaëlle (série télévisée) de Corinne Bergas : Arnaud Lécuyer (saison 4, épisode 5 Le Sacrifice du fou)